# Tito Honegger
Tito Honegger, née à Genève en 1963, est une plasticienne suisse. 
À travers ses dessins, monotypes, et ses objets (de plâtre ou de fer tortillé) Tito Honegger crée une écriture ludique à partir des formes de la nature.

## Expositions personnelles (sélection)
- 2020 : Tourne la tête, Librairie l'Olivier, ICAM Genève
- 2017 : D'après peinture, Galerie Anton Meier, Genève
- 2014 - 2015 : Exposition Oulipo avec Jacques Jouet, Bibliothèque nationale de l'Arsenal, Paris
- 2012 : Galerie Foëx, Genève
- 2012 : Parc culturel de Rentilly, Marne-la-Vallée, France
- 2009 : Galerie Foëx, Genève
- 2008 : Mots, Images, Paysages, Villa Bernasconi, Genève
- 2008 : Bibliothèque d’Ornans, France
- 2008 : Galerie Krethlow, Berne
- 2006 : Galerie Foëx, Genève
- 2004 : Galerie Foëx, Genève
- 2002 : DWLV, Vevey
- 2001 : Galerie Foëx, Genève
- 1999 : Musée Jurassien des Arts, Moutier
- 1997 : Galerie Foëx, Genève
- 1994 : Galerie Foëx, Genève
- 1993 : Forum d'Art Contemporain, Sierre
- 1992 : Galerie Ruine, Genève

## Expositions collectives (sélection)
- 2022 : MULTIPLES, documents d'artistes Genève, Maison des arts et de la culture La Julienne, Genève
- 2022 : Atlas arboricole, Villa Bernasconi, Genève
- 2022 : Notre collection, sélection d’œuvres du Fonds d'Art Contemporain de Meyrin, galerie Forum Meyrin
- 2019 : Intermezzo II, galerie Le Salon vert, Genève
- 2019 : Murmures, chapelle Saint-Denis, France
- 2019 : Collection de dessin du FMAC 1950-2018, Genève
- 2019 : Big Painting, galerie François Fontaine, Genève
- 2018 : Papel Papel, galerie Bernard Jordan, Paris
- 2018 : Par Avion, Nan Riverside Arts Space, Thailand
- 2017 : Par Avion, National Gallery de Bangkok
- 2017 : Espace Maxxxx, Sierre
- 2016 : Goûter d'art, Espace des télégraphes, Lausanne
- 2015 : Hommage, galerie Anton Meier, Genève
- 2015 : Galerie Humus, dans le cadre de l'exposition de la collection de C. H. Tatot
- 2010 : A book about death, fluxmuseum, Texas
- 2009 : A book about death, Emiliy Harvey foundation galery, New-York
- 2004 : Villa du  Jardin Alpin, Meyrin
- 2004 : Movidart, Genève
- 2002 : Collection du fonds d’acquisition de la Ville de Meyrin, Meyrin
- 2001 : Artrium, Genève
- 1999 : Hall Palermo, Genève
- 1999 : Forum d'Art Contemporain, Sierre
- 1999 : Espace Arlaud, Musée cantonal des Beaux-Arts de Lausanne
- 1999 : Laboratoire d'impression, Genève
- 1999 : À fleur de trait, galerie Foëx, Genève
- 1998 : Centre d'Art Contemporain de Lacoux, France
- 1997 : Prologue asbl, Stavelot, Belgique
- 1996 : Dernières nouvelles des fonds, MAMCO, Genève
- 1995 : Galerie Foëx, Genève
- 1992 : Pont de la Machine, Genève
- 1991 : Galerie Ancien Établissement Sacré, Liège, Belgique
- 1988 : Galerie du Jardin Alpin, Meyrin
- 1987 : Galerie Ruine, Genève

## Publications (sélection)

### Catalogues
- 2015 : Imago Mundi Helvetia, Luciano Benetton Collection
- 2010 : Artistes à Genève de 1400 à nos jours, texte de Diane Daval
- 2004 : OPTITOH, Objets : 1991-2003, monographie, textes de Jacques Jouet, Françoise Ninghetto, éd. Quiquandquoi, Genève.
- 2001 : Artrium 2001, texte de Claude-Hubert Tatot.
- 1999 :  Perspective romande 2, texte de Caroline Nicod, Musée cantonal des Beaux-Arts, Lausanne.
- 1999 : Tito Honegger – objets et monotypes 1993-1998, textes de Valentine Reymond, Claude-Hubert Tatot et Serge Margel, Musée Jurassien des Arts, Moutier.
- 1998 : Autoregard, texte de Françoise Nyffenegger-Ninghetto, Centre d’Art Contemporain de Lacou, France.

### Livres d'artistes
- 2016 : Caresse, poèmes de Jacques Jouet, réalisé et édité à 25 exemplaires par Tito Honegger
- 2012 : Montagneaux, poèmes de Jacques Jouet, monotypes, éd. art&fiction, Lausanne
- 2010 : Paresse, (avec Jacques Jouet), in «Mode de vie», éd. art&fiction, Lausanne
- 2008 : Un énorme exercice, poèmes de Jacques Jouet, monotypes, éd. art&fiction, Lausanne

## Distinctions
- 2022 : Bourse Fondation Patino, Cité internationales des Arts, Paris
- 2020 : Bourse résidence à Gênes
- 2017 : Bourse de la fondation pour les arts graphiques en Suisse, Zürich
- 2013-2016 : Atelier de l'Usine, Genève
- 2010 : Prix de la Fondation pour les arts graphiques en Suisse, Zürich
- 2002 : Prix de sculpture de la Ville de Divonne
- 1994 : Bourse Lissignol-Chevallier, Genève
- 1988 : Bourse Fondation Patino, Genève
- 1988 : Bourse Lissignol, Genève
- 1987 : Bourse Lissignol, Genève